# Trudivka, Oleksandria
Trudivka (în ucraineană Трудівка) este un sat în comuna Divoce Pole din raionul Oleksandria, regiunea Kirovohrad, Ucraina.

## Demografie
Componența lingvistică a localității Trudivka
     Ucraineană (90,7%)
     Rusă (6,98%)
     Română (1,55%)
     Alte limbi (0,78%)
Conform recensământului din 2001, majoritatea populației localității Trudivka era vorbitoare de ucraineană (90,7%), existând în minoritate și vorbitori de rusă (6,98%) și română (1,55%).